# BMO Field
O BMO Field é um estádio de futebol localizado na cidade de Toronto, no Canadá.

## História
O estádio pertence à municipalidade da cidade canadense de Toronto. Tem capacidade oficial de 20.500 lugares. É onde a equipe local, o Toronto FC, manda seus jogos. Foi inaugurado em 28 de abril de 2007, com a partida Toronto FC 0x1 Kansas City Wizards. Foi palco também do Campeonato Mundial de Futebol Sub-20 de 2007. Será uma das sedes da Copa do Mundo FIFA de 2026.